# 落合庆四郎

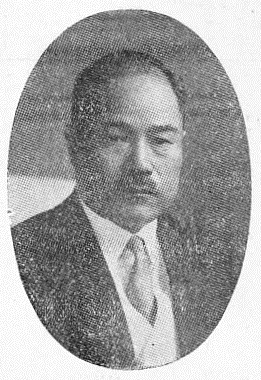
落合庆四郎

落合慶四郎（日语：／ Ochiai Keishirō，1886年4月16日—1965年3月12日 ）是日本內務省官僚，曾任德岛县知事、东京市第一副市长、宇都宫市市长、福井市市长。

## 經歷
落合慶四郎出生于岛根县，是家中次子，父親名為落合龜四郎。他于1910年毕业于日本大学法律系，1911年11月通過高等文官行政科考试，1912年进入内务省，隶属于德岛县。
此後歷任德島縣理事官、鸟取县東伯郡長、山梨縣理事官、大分縣警察部长、三重縣警察部長、長野縣警察部長、群馬縣書記官·内务部长 、秋田縣書記官·內務部長 、石川縣書記官·內務部長 、愛知縣書記官·警察部長，以及神奈川縣內務部長等職務。
1931年12月就任德岛县知事，任期至1933年6月。之后历任东京市第一副市长、宇都宫市市长、福井市市长。
1965年3月12日去世，享年78岁。

## 脚注
1. ↑  永井誠吉著、サンケイ新聞編『長野県警百年の歴史』サンケイ新聞、1976年、199頁。
2. ↑  参考文献『昭和物故人名録』。
3. ↑  『官報』第3704号、大正13年12月25日。
4. ↑  『官報』第115号、昭和2年5月20日。
5. ↑  『官報』第4232号、大正15年10月1日。